# Lindelofia longiflora
Lindelofia longiflora är en strävbladig växtart som först beskrevs av George Bentham, och fick sitt nu gällande namn av Henri Ernest Baillon. Lindelofia longiflora ingår i släktet Lindelofia och familjen strävbladiga växter.

## Underarter
Arten delas in i följande underarter:
- L. l. falconeri
- L. l. levingei

## Bildgalleri

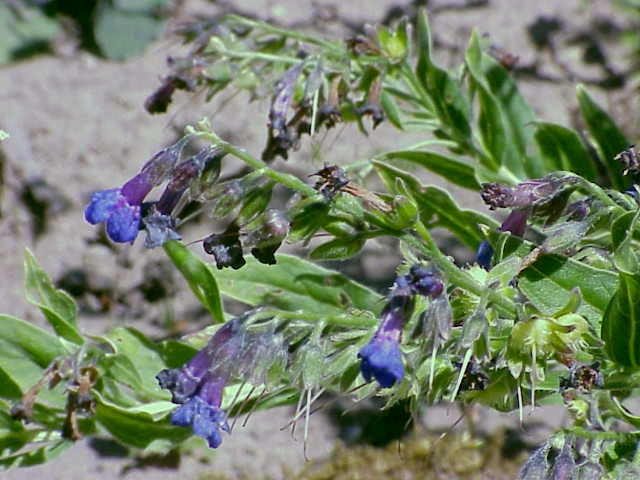
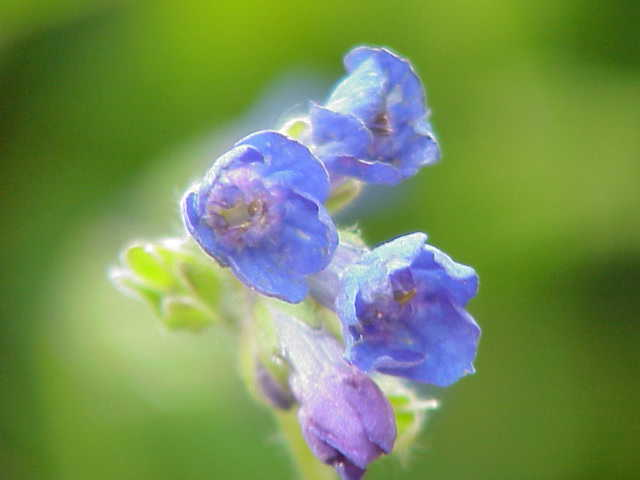
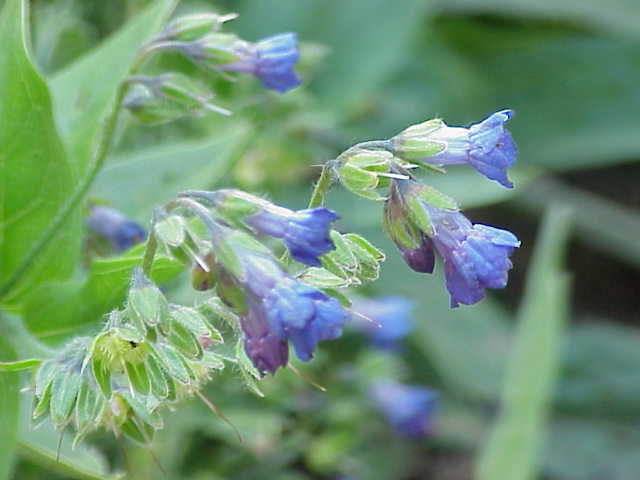
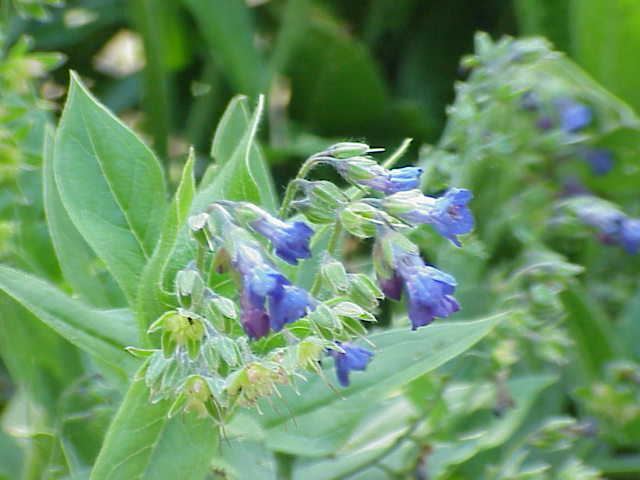
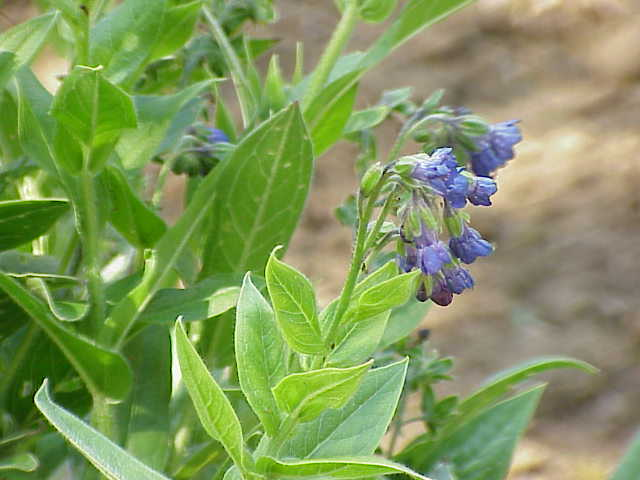